# Sender Hallein-Zinkenkogel
Auf dem Zinkenkogel bei Hallein steht ein Sendemast der ORS. Er dient als Füllsender für Rundfunkprogramme in der südlichen Stadt Salzburg, dem südlichen Flachgau und dem nördlichen Tennengau. Er wurde deshalb gebaut, weil die Reichweite des Gaisbergs aufgrund der geographischen Lage und der Strahlungsrichtung des Senders für die genannten Gebiete unzureichend war. Er gilt auch als Füllsender für das östliche Berchtesgadener Land, genauer die Gemeinde Marktschellenberg und den Obersalzberg. Der Sender hat eben wegen seiner exponierten Lage ein recht großes Umfeld, besonders die Frequenz von Kronehit das in der Ferne sogar den Hausruck erreicht. Bei gutem Wetter auch die Höhenzügen des südlichen Bayerischen Wald, obwohl auf 104,3 MHz vom Sender Kleť Hitrádio Faktor sendet.

## Frequenzen und Programme

### Analoger Hörfunk (UKW)
| Frequenz  | Programmname   | RDS PS   | Senderlogo | PI-Code               | Regionalisierung | ERP     | Polarisation |
| --------- | -------------- | -------- | ---------- | --------------------- | ---------------- | ------- | ------------ |
| 88,6 MHz  | Ö3             | __OE_3__ |            | A203                  |                  | 0,08 kW | H            |
| 95,6 MHz  | Radio Salzburg | *Radio_S |            | A802                  | Salzburg         | 0,08 kW | H            |
| 97,7 MHz  | Ö1             | __OE_1__ |            | A201                  |                  | 0,08 kW | H            |
| 104,2 MHz | kronehit       | kronehit |            | A3FF/ A8FF (regional) | Salzburg         | 0,5 kW  | H            |

### Digitales Fernsehen (DVB-T2)
| Multiplex | Kanal         | Programme im Bouquet | ERP    | Polarisation |
| --------- | ------------- | --- | ------ | ------------ |
| MUX A     | K32 (562 MHz) | Fernsehen: - ORF 1 HD - ORF 1 (unverschlüsselt) - ORF 2 Salzburg HD - ORF 2 Oberösterreich HD - ORF 2 Niederösterreich HD - ORF 2 Wien (unverschlüsselt) - ORF III HD - ORF SPORT + HD Radio: - Österreich 1 (unverschlüsselt) - Ö3 (unverschlüsselt) - FM4 (unverschlüsselt) HbbTV: - Ö3 Visual Radio | 1,4 kW | horizontal   |

## Ehemalige Frequenzen

### Analoges Fernsehen (PAL)
| Kanal | Frequenz (MHz) | Programm       | ERP (kW) | Sendediagramm rund (ND)/ gerichtet (D) | Polarisation horizontal (H)/ vertikal (V) |
| ----- | -------------- | -------------- | -------- | -------------------------------------- | ----------------------------------------- |
| 44    | 655,25         | ATV            | 1        |                                        | H                                         |
| 48    | 687,25         | Das Erste (BR) | 0,1      | D                                      | H                                         |
| 50    | 703,25         | ORF 2 Salzburg | 1        |                                        | H                                         |
| 64    | 815,25         | ORF 1          | 1        |                                        | H                                         |

### Digitales Fernsehen (DVB-T)
| Multiplex | Standard | Kanal         | Sender                                              | ERP    | Polarisation |
| --------- | -------- | ------------- | --------------------------------------------------- | ------ | ------------ |
| MUX A     | DVB-T    | K32 (562 MHz) | ORF eins, ORF 2 Salzburg, ORF 2 Oberösterreich, ATV | 1,4 kW | H            |